# Cesare Zanzottera
Cesare Zanzottera (29 de junho de 1886 — 28 de junho de 1961) foi um ciclista italiano que participou nos 5000 m e 100 km durante os Jogos Olímpicos de Londres 1908.